# Бауэр, Антон
Антон Бауэр (нем. Anton Bauer; 16 августа 1772, Марбург — 1 июня 1843, Гёттинген) — немецкий учёный-правовед в области теории уголовного права.

## Биография
Антон Бауэр учился в городе Марбурге, работал там с 1793 года в качестве лектора в 1797 году и стал профессором и ассоциированным членом, получив, награду колледжа в 1812 году и продолжил трудиться в том же качестве в Гёттингене, где так же часто занимался законодательной работой.
С его принципами уголовного процесса в 1805 году, он опубликовал в Нюрнберге первый независимый учебник по уголовно-процессуальному праву «Grundsätze des Kriminalprozesses» , который он опубликовал более 30 лет спустя, снова в пересмотренном виде.
К философии уголовного права, он обращался в своем учебнике естественного права, более подробно в основных направлениях философии уголовного права. Во-первых, сторонники «теории сдерживания» Фейербаха, позже он разработал свою собственную теорию «уголовного предупреждения». Об этом он постулировал в 1827 году в своем учебнике по уголовному праву и углубил его три года спустя в статье о «теории предупреждения».